# Pernilla Stalfelt
Karin Pernilla Margareta Stalfelt, född 22 februari 1962 i Helga Trefaldighets församling i Uppsala, är en svensk författare (barnböcker) och illustratör. Hon har bland annat skrivit och illustrerat bilderfaktaböcker som Hårboken och Bajsboken. Hon sitter i Svenska barnboksakademien. Stalfelt är även konstpedagog vid Moderna museet i Stockholm.

## Biografi
Pernilla Stalfelt växte upp i stadsdelarna Karlslund och Adolfsberg i Örebro. Hennes föräldrar var journalisten Sven Olov Stalfelt och överläkaren Ann-Marie Stalfelt, och högläsningar av Barbro Lindgrens Loranga, Masarin och Dartanjang gav tidig inspiration till att själv bli barnboksförfattare. Från föräldrarna fick hon också en drivkraft att formulera sig, men även intresse för naturvetenskap och människokroppen.
Efter gymnasiet läste hon på kulturvetarlinjen vid Uppsala universitet. Där skrev hon bland annat C-uppsatsen Henrik Allerts "Fågelman" (1998) om konstnären Henrik Allert. Hon blev senare konstpedagog vid Moderna museet i Stockholm.. Arbetet där har bland annat påverkas hennes författarskap i och med närheten till barn, men även i form av utställningar som gett upphov till bokidéer.
Hon har en dotter och är särbo.

## Författarskap
Stalfelt uppmärksammades 1996 när hon presenterade den första i en serie både humoristiska och konkreta faktabilderböcker med -boken i titeln. Där tog hon i varje bok upp ett ämne som intresserar barn. Bland övriga ämnen som blivit bok märks kärlek, döden, fisk, våld, liv, rädsla och mat. Den första hade titeln Hårboken. Flera av hennes böcker ligger på topplistor över de mest utlånade böckerna på biblioteket. 1997 års Bajsboken har blivit mest framgångsrik. Bajsboken kretsar kring naturvetenskapliga förklaringar på frågor från barn i kiss- och bajsåldern. Även andra böcker i serien handlar om existentiella frågor. Idén till den kom när Stalfelt arbetade på en Montessori-skola.
| ”                    | Jag vill förmedla barnets egen röst. Ofta vill vuxna ta barnets plats. De är nostalgiska när de ser tillbaka på barndomen. Det är lätt hänt att den vuxne tar över utrymmet. | „ |
| – Pernilla Stalfelt, | |   |

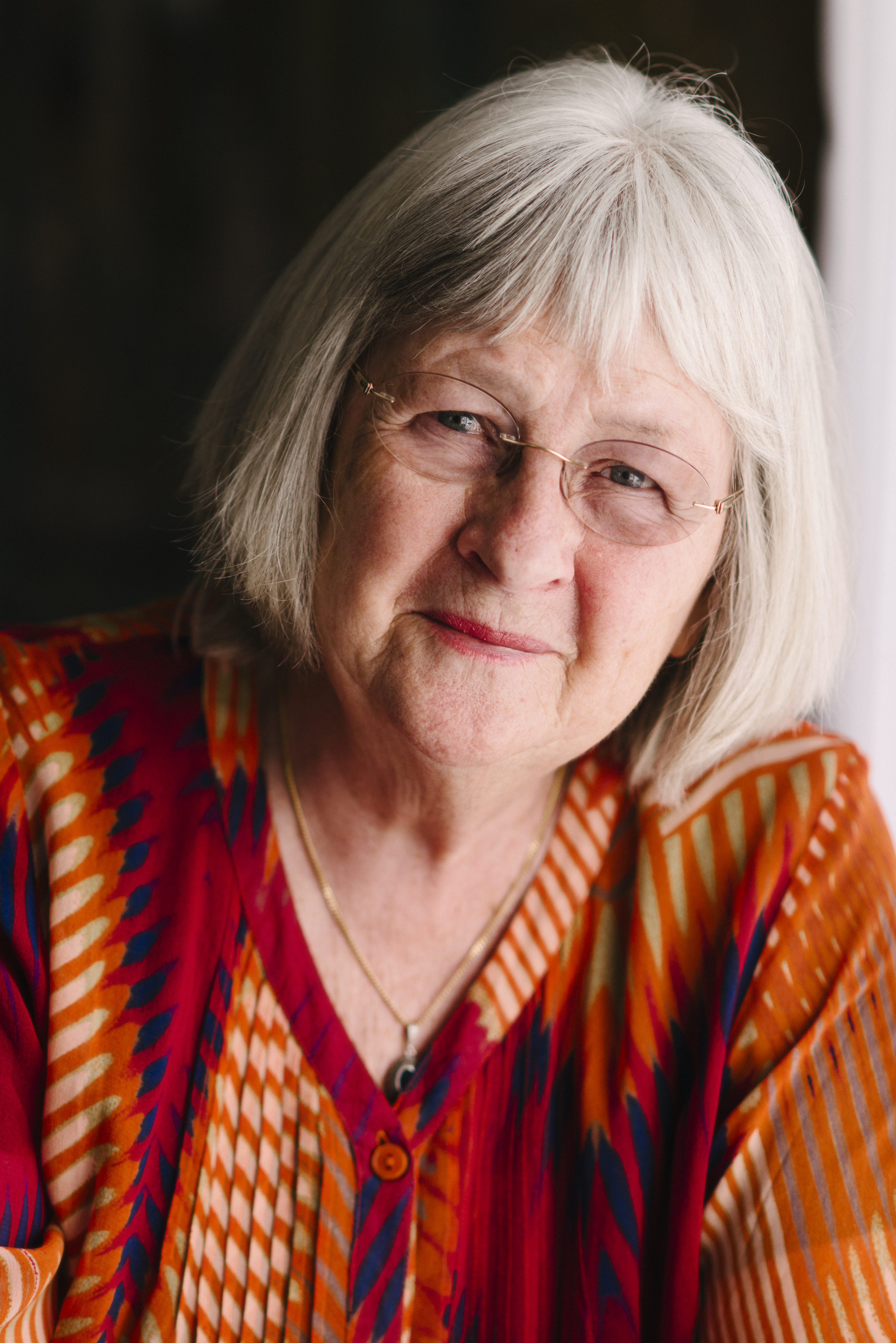
Barndomens högläsningar av Barbro Lindgrens böcker gav Pernilla Stalfelt inspiration till att själv bli författare.

Flera av Stalfelts böcker har tillkommit i samarbete med olika myndigheter eller organisationer. Exempelvis var Lika som bär (1999) ett uppdrag från utbildningsdepartementet att göra en bok för 6–9-åringar om skolans värdegrund och mot mobbning.
2004 kom både Kolla, läsa, måla, fixa (om barns reaktioner på annorlunda konst) och ABC-boken Från apglad till öronvax.
I samband med att FN:s barnkonvention 2009 fyllde 20 år skrev och illustrerade Pernilla Stalfelt boken Hurrraa!! Alla barns rätt som gavs ut av Läsrörelsen. Den distribuerades bland annat via McDonald's Happy Meal. Boken är en version av barnkonventionen som barnen själva kan ta till sig och förstå. Hurrraa!! Alla barns rätt blev senare en serie kortfilmer, där Stalfelts bilder frilades och animerades av Hello Films. De 20 filmerna skickades ut till alla skolor i Sverige, tillsammans med handledningsmaterial. Boken delades även ut till samtliga riksdagsledamöter.

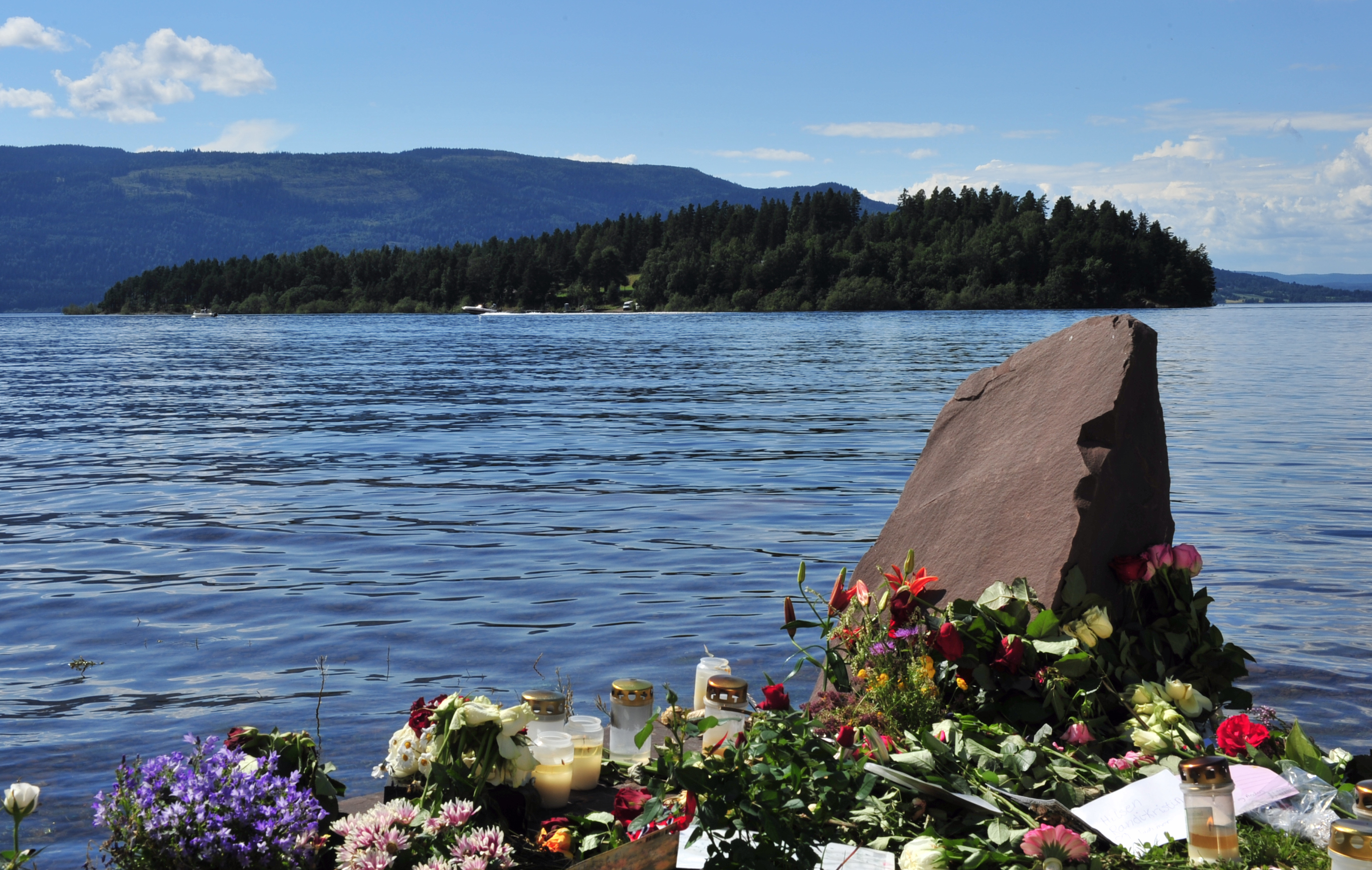
2012 års Vem är du? En bok om tolerans utkom i kölvattnet av massakern på Utøya.

År 2012 utkom Vem är du? En bok om tolerans, där temat var människors likheter, olikheter och tolerans. Boken tillkom i kölvattnet av massakern på Utøya, som uppväckte frågan om tolerans. Stalfelt gjorde under arbetet med boken intervjuer med elever i första och tredje klass. Målgruppen var nioåringar, som ofta ägnar stor uppmärksamhet åt frågor om rätt och fel, och boken distribuerades till alla Sveriges tredjeklasselever av Teskedsorden men även via Historiska museet. I samband med det skrev BTJ att "Pernilla [Stalfelt] är mästerlig på att associera och hitta många infallsvinklar på olika teman".
Tillsammans med Strålsäkerhetsmyndigheten gav Stalfelt ut boken En bok om solen 2013. Fokuset var att visa barn riskerna med att sola överdrivet mycket.. Boken delades ut till elever i årskurs 2. Stalfelts En bok om att berätta, från 2014, bygger bland annat på hennes roll som museipedagog, och har åtföljts av föreläsning på bokmässan. Målet har varit att få fler barn att vilja berätta. Bilderboken Färgerna (2008) som handlar om olika färgnyanser blev omdiskuterad 2014, bland annat för att en mörkhyad person illustrerar begreppet svart arbetskraft.
Stalfelts böcker finns översatta till danska, norska, finska, engelska, tyska, nederländska, franska, spanska, katalanska, portugisiska, slovenska, polska, ryska, vietnamesiska, kinesiska och koreanska.
| ”                | Stalfelts böcker är underhållande, tabubrytande och roliga, men det komplicerade förhållande som råder mellan fakta och irrelevans, mellan budskap och komik, gör att det inte står klart vem som är tänkt som deras mottagare. | „ |
| – Åsa Johansson, | |   |

### Övriga verk

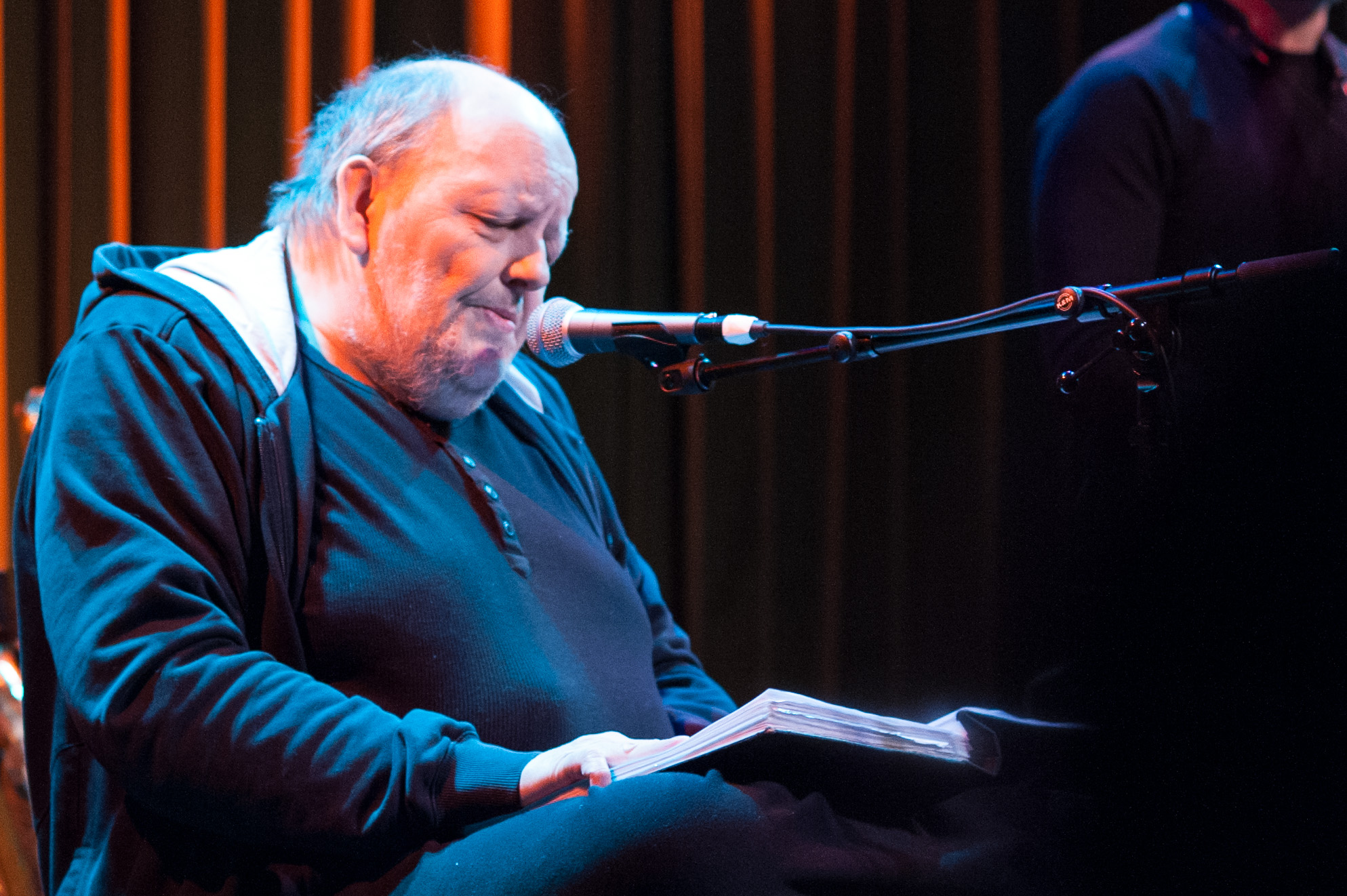
Freddie Wadling, som läst in Stalfelts bok Lokvargen.

Stalfelt gjort flera memoryspel och andra kortspel, baserade på hennes böcker. Hennes bilder har också blivit utställningar.

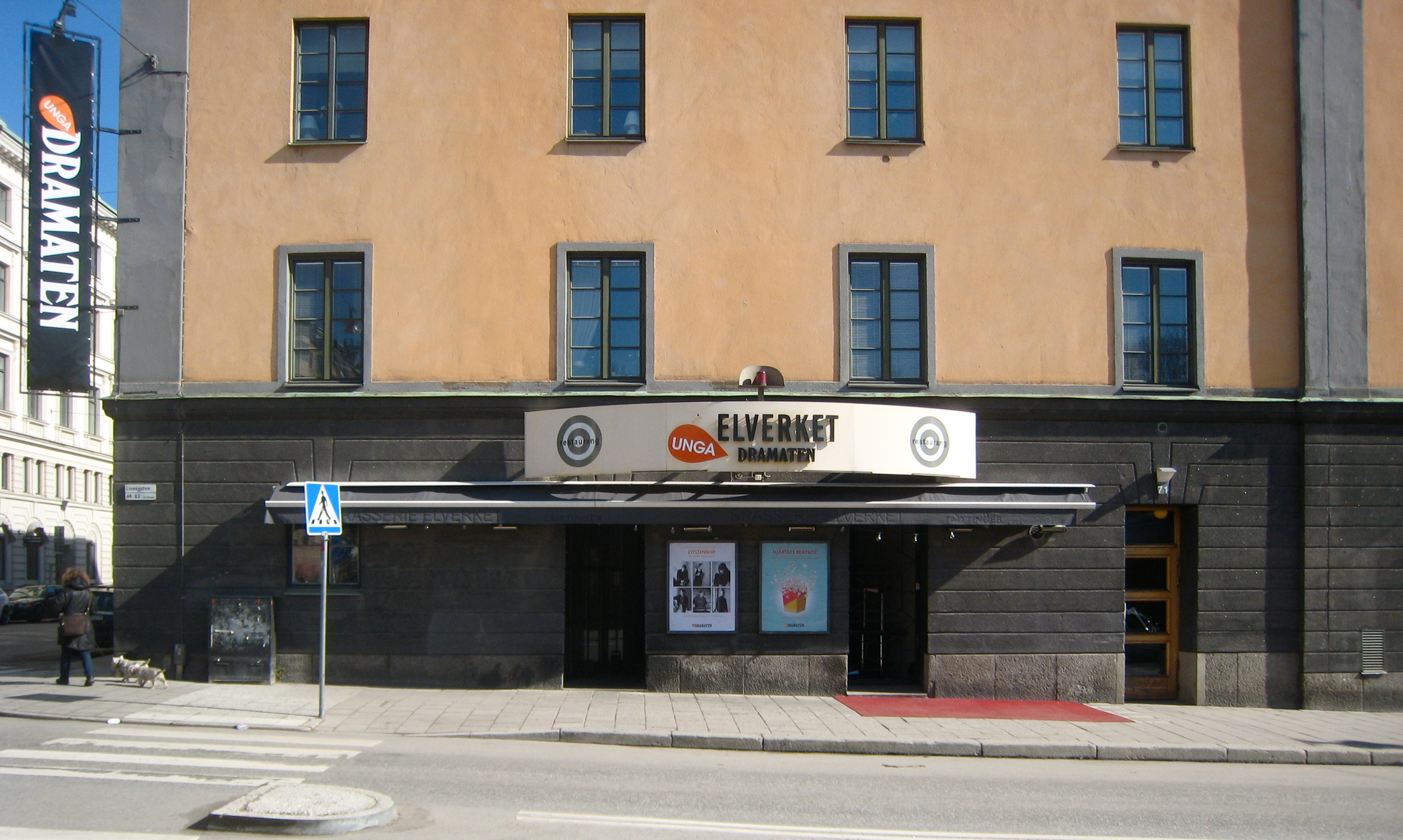
Unga Dramaten (Dödenboken, 2006) är en av flera teatrar som satt upp pjäser baserade på Stalfelts böcker.

Hedmans teater har gjort flera teaterföreställningar baserade på Stalfelts böcker, till exempel Fickspöken och Maskresan. Unga Dramaten dramatiserade 2006 Dödenboken under titeln Har du hört att Gösta har bitit i gräset? Maskboken har även blivit utställning av Göteborgs konstmuseum och därefter på Örebro läns museum.
Lokvargen som skrevs tillsammans med systersonen Calle Stalfelt (som då var två–tre år) har blivit radioprogram (2010) med Freddie Wadling som uppläsare och musik av Sebastian Öberg. Samma år producerades versioner på samtliga minoritetsspråk i Sverige samt albanska och somaliska. Den finns också som tecknad film med animering av Peter Angelsten.
Hurrraa!! Alla barns rätt har animerats och dessutom gjorts till app, med Stalfelt själv som inläsare.

### Stil
Stalfelts stil har i sig blivit omtalad. Hon illustrerar sina egna och andras böcker med en karakteristiskt enkel stil och pedagogiska förklaringar. Ibland finns en kontrast mellan textens informationsöverföring och bilderna som har motsatt innehåll som då skapar komiska effekter. Dagens Nyheter skriver: "Den spretiga fulsnygga layouten" samt "Enkelt. Bra. Genialt" medan Nerikes Allehanda skriver: "Illustationerna är i naivistisk tradition är enkla och humoristiska." Den har också beskrivits som "allvarlig och barnslig på samma gång". Tidningen Vi beskrev hennes stil som expressionistisk, men själv beskrev hon den som naivistisk.
| ”                   | [Barn] har en otrolig känsla för komposition, allting blir levande och rörligt och de har spännande bildlösningar. Och motiven är ofta tydliga, jättebrutala och dramatiska ibland. Därför behöver jag inte vara rädd för att rita blod som sprutar eller huvuden som flyger. Samtidigt måste det finnas med lite komik, så det inte blir för svårsmält. | „ |
| – Pernilla Stalfelt | |   |

Stalfelt lånar ibland figurer från andra författare, inklusive från barn som hon intervjuar.
Stalfelts verk är vanligtvis fria från samtidspolitik.

## Priser och utmärkelser
Pernilla Stalfelt har mottagit en rad litterära priser. 
- 1997 – Elsa Beskow-plaketten[52]
- 2001 – Expressens Heffaklump för Kärleksboken
- 2004 – Astrid Lindgren-priset[10] för sitt författarskap
- 2004 – Bokjuryns 3:e pris för Mamman som aldrig bestämde, som hon illustrerade
- 2005 – Klax-Award (första utländska mottagare av det tyska kulturpriset[53])
- 2006 – Bokjuryns 2:a pris för Köttbullematchen[54]
- 2007 – NA:s kulturpris för sitt författarskap[55]

Hon har också nominerats till Deutscher Jugendliteraturpreis (för Dödenboken). Radioprogrammet Lokvargen blev nominerat till Sveriges radios Ikarospriset för bästa kulturprogram. Programmet fick sedan ett Nordiskt radiopris.
Stalfelt sitter på stol nummer 15 i Svenska barnboksakademien. Hon var sommarpratare 2006 i Sveriges Radio P1.